# Clemenstorget

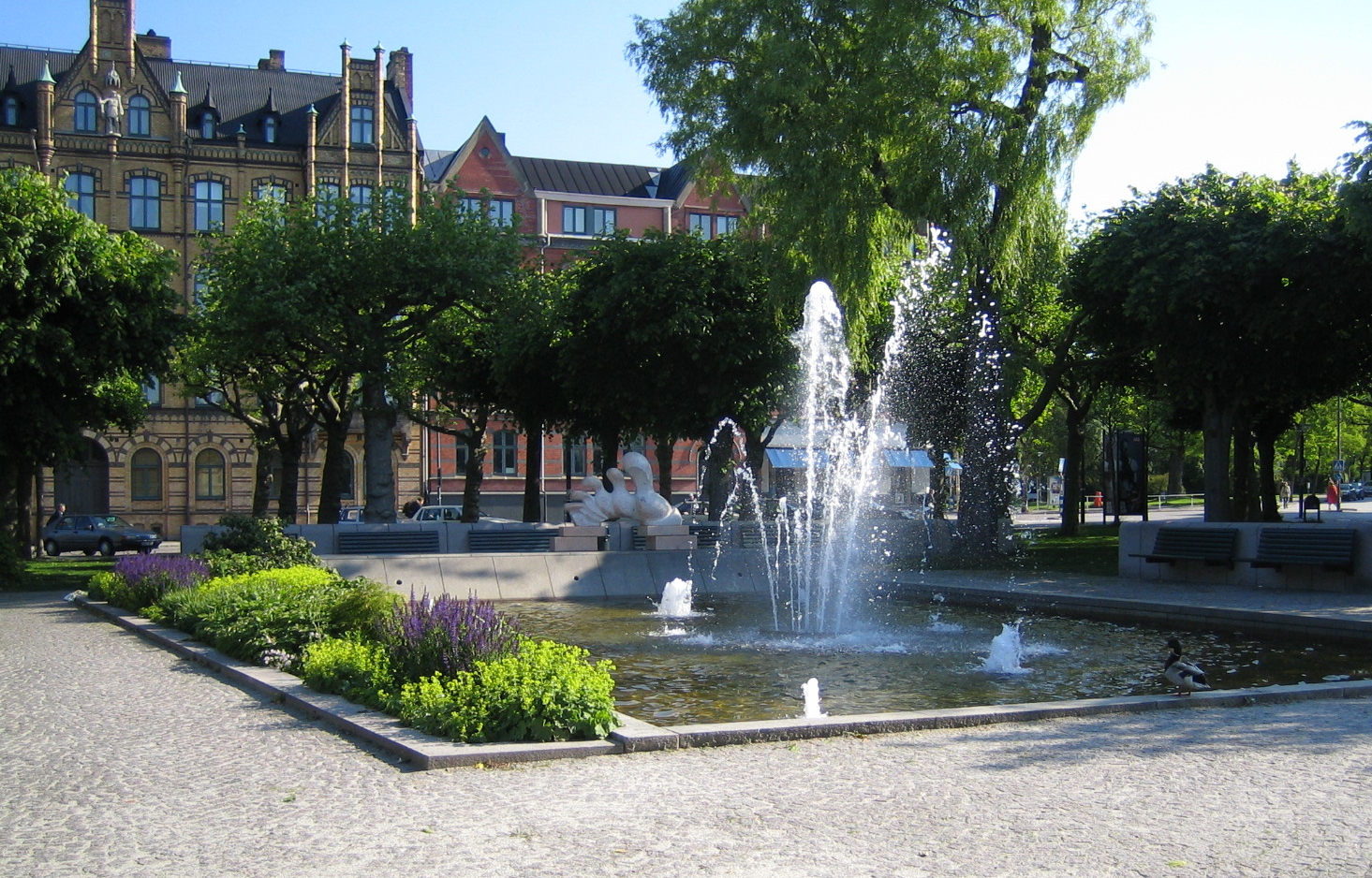
Fontänen mitt på Clemenstorget. I bakgrunden skymtar Staffan Nihléns skulptur Eos. Bilden togs 2005. När Lunds spårväg anlades (invigd 2020) togs fontänen bort men skulpturen finns kvar på torget.

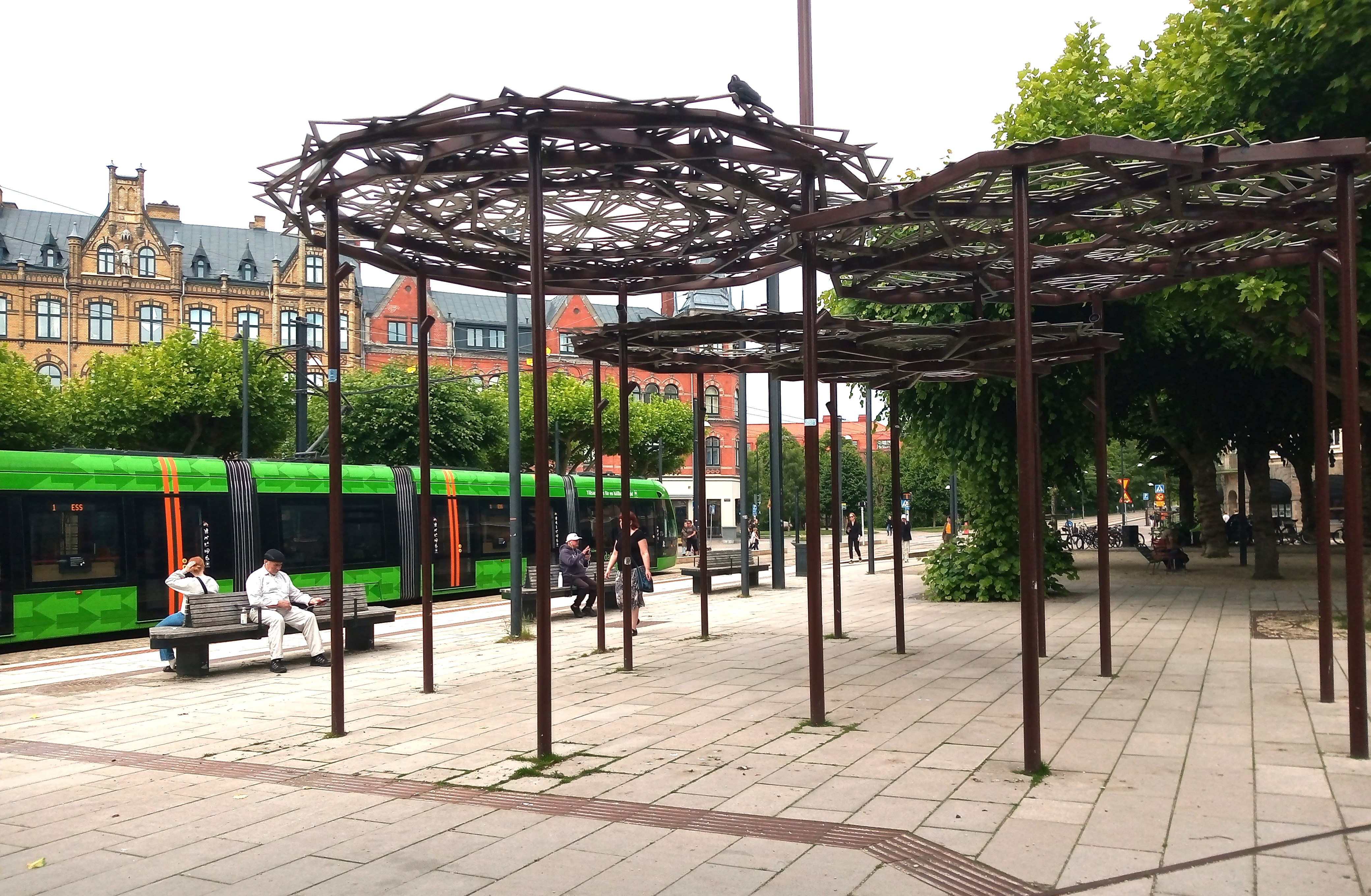
Clemenstorget 2024. I förgrunden konstnären Ebba Matz "spetstak"

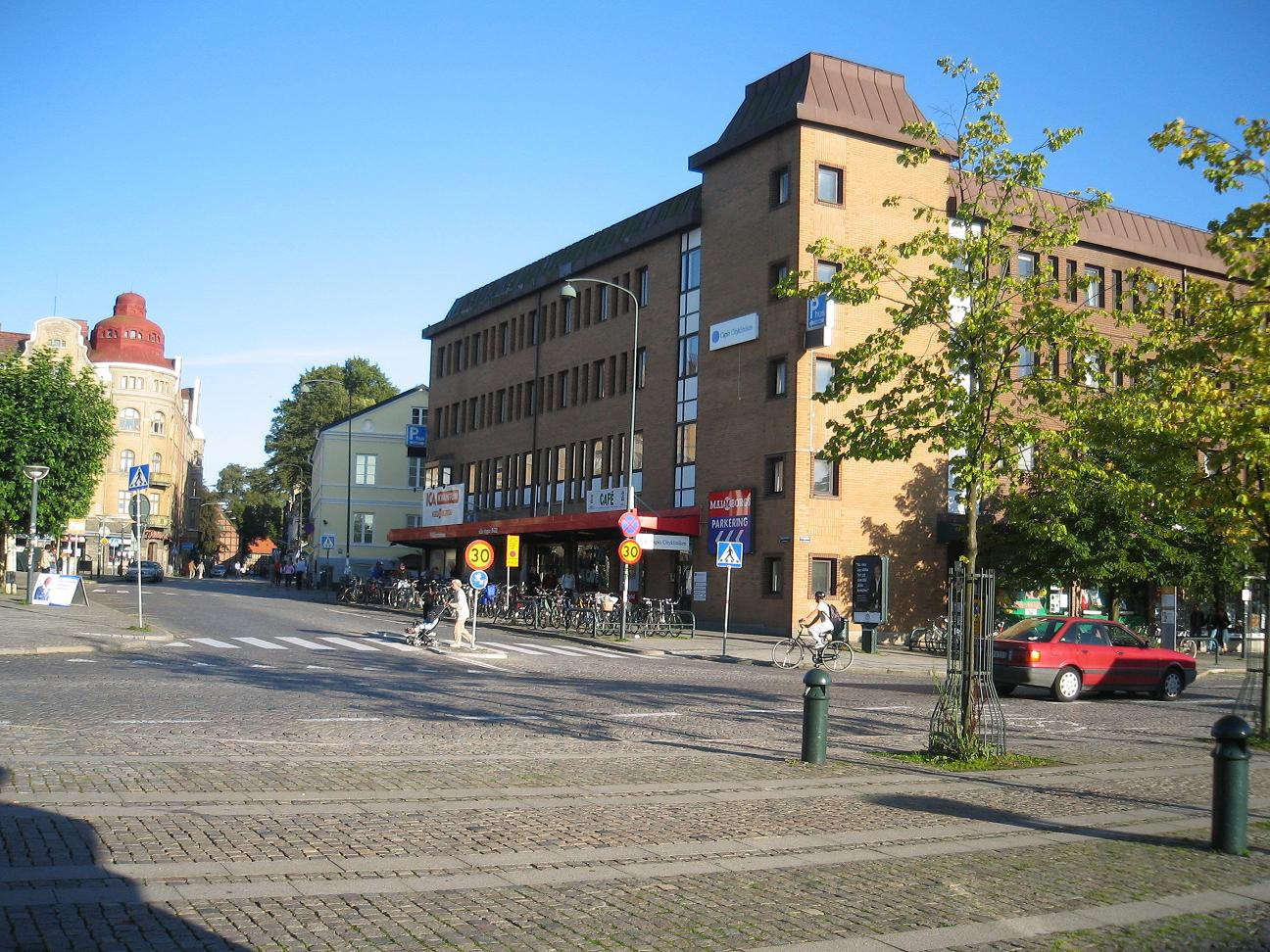
Clemenstorgets sydsida. Till vänster om Malmborgs det s.k. Broméska huset, byggt 1858. Där Malmborgs nu står dominerade tidigare ett stort jugendhus från 1900 fram till 1974

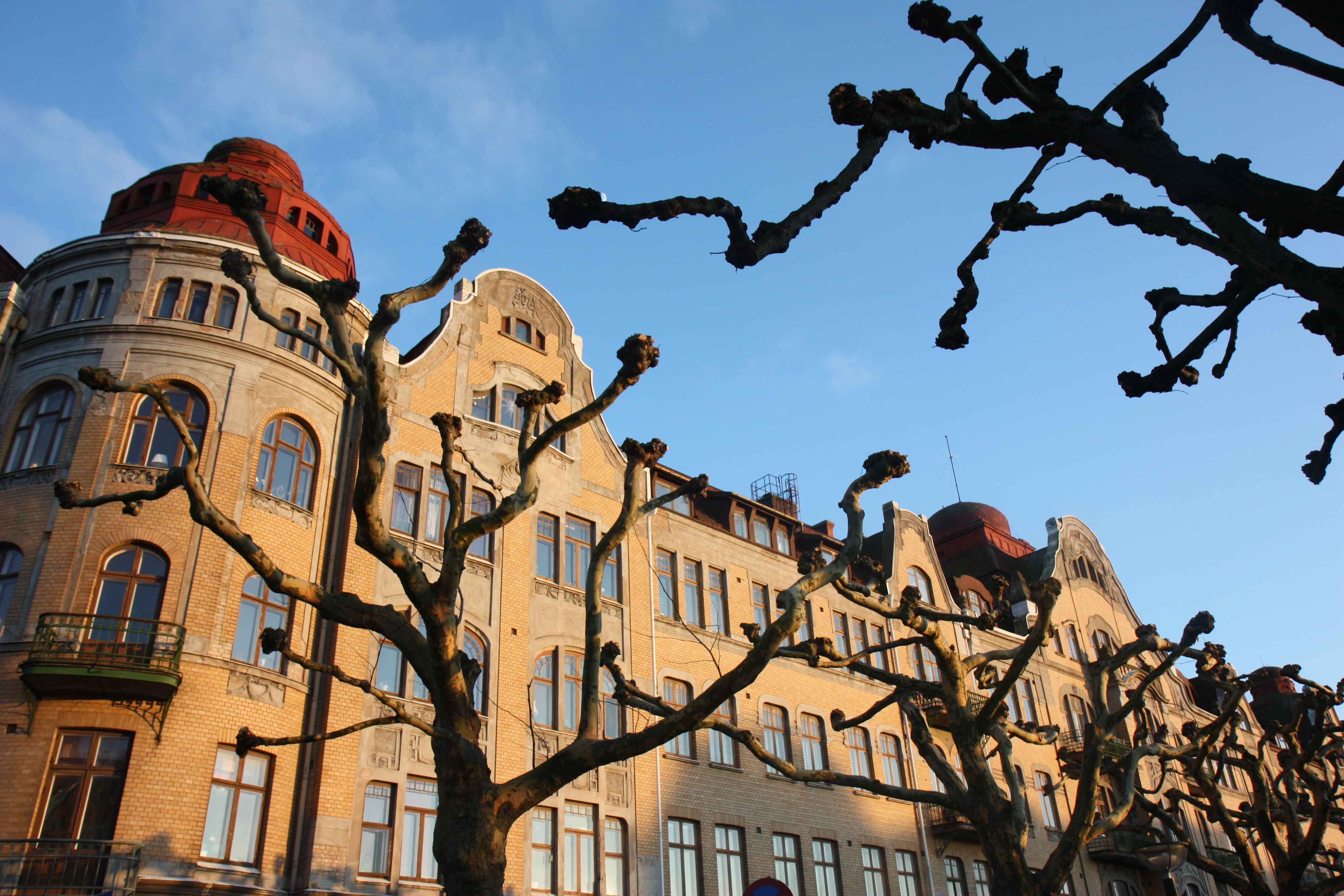
Bostadshus i jugendstil vid Clemenstorget, Lund, 2012.

Clemenstorget är ett torg i Lund. Det ligger omkring 100 meter nordost om Lunds centralstation och är ett av de större torgen i staden. Clemenstorget är känt för sin torghandel, främst loppmarknadsprylar.

## Historia
Torget anlades på 1890-talet och hette ursprungligen Clementstorget (namnet ändrades 1923). Vid torget byggdes flera hus, bland annat imponerande stenhus på torgets norra och östra sida. På västra sidan ligger tullhuset, numera auktionskammare, och sedan 1997 en gång- och cykelbro över järnvägsstationen. 
Kommunen planerade även för rutnätskvarter öster om torget i 1800-talsanda som heller aldrig kom till stånd. Norr om torget byggdes däremot Spoletorp som är ett exempel på välbevarade lummiga stenhuskvarter från sekelskiftet kring 1900. Åt nordost mot Allhelgonakyrkan byggdes inte de planerade stenhusen, däremot byggdes Lindebergska skolan och Ribbingska sjukhemmet i en lummig och uppskattad parkmiljö. Under senare tid diskuterades en "saneringsplan" för torget, som slutade i att alla husen utom ett jugendhus från 1900 på sydsidan räddades. Där det huset stod byggdes istället ett varuhus och kontor 1975-1977, en byggnad som dominerar torgbilden kraftigt. 
Samtliga sidor av torget utom östsidan har efterhand fått betydande trafik av stads- och regionbussar, eftersom järnvägsstationen ligger alldeles intill.
Den 5 april 2003 invigdes skulpturen Eos, den rosenfingrade av Staffan Nihlén vid bassängen på torgets mitt. Skulpturen togs bort i juni 2017 inför att torget skulle byggas om för den nya spårvägen. Våren 2017 flyttades även åtta träd som stod i vägen för spårvägen till Brunnshög. Eos placerades åter på en ny plats på torget 4 December 2020.
Lunds spårväg har sin centrala ändhållplats, Lund C, diagonalt över torget .